# Miss International 1964
Miss International 1964, quinta edizione di Miss International, si è tenuta presso Long Beach, in California, il 14 agosto 1964. La filippina Gemma Cruz è stata incoronata Miss International 1964.

## Risultati

### Piazzamenti
| Risultato finale        | Concorrente |
| ----------------------- | --- |
| Miss International 1964 | - Filippine - Gemma Cruz |
| 2ª classificata         | - Stati Uniti - Linda Ann Taylor |
| 3ª classificata         | - Brasile - Vera Lúcia Couto dos Santos |
| 4ª classificata         | - Inghilterra - Tracy Ingram |
| 5ª classificata         | - Finlandia - Maila Maria Östring |
| Semifinaliste           | - Argentina - Viviana Rosa Dellavedova - Corea del Sud - Kwang-ja Lee - Germania - Monika Brugger - Giappone - Naoko Matsui - Islanda - Elisabeth Sigridur Ottosdóttir - Israele - Daphna Chrisholm Noy - Nuova Zelanda - Helen Frances Iggo - Sri Lanka - Kathleen Foenander - Svezia - Birgitta Alverljung - Venezuela - Lisla Silva Negrón |

### Riconoscimenti speciali
| Riconoscimento             | Concorrente                             |
| -------------------------- | --------------------------------------- |
| Miss Photogenic            | - Brasile - Vera Lúcia Couto dos Santos |
| Miss Friendship            | - Stati Uniti - Linda Ann Taylor        |
| Most Popular in the Parade | - Stati Uniti - Linda Ann Taylor        |

## Concorrenti
- Argentina - Viviana Dellavedova
- Australia - Janice Taylor
- Austria - Erika Augustin
- Belgio - Eliane Stockmans
- Brasile - Vera Lúcia Couto dos Santos
- Canada - Jane Kmita
- Colombia - Leonor Duplat Sanjuán
- Corea del Sud - Lee Hye-jin
- Danimarca - Alice Bjorn Andersen
- Ecuador - Maria Mendoza Velez
- Filippine - Gemma Guerrero Cruz
- Finlandia - Maila Östring
- Francia - Brigitte Pradel
- Galles - Pamela Martin
- Germania - Monika Brugger
- Giappone - Naoko Matsui
- Grecia - Maria Schinaraki
- Guam - Doris Sablan
- Inghilterra - Tracy Ingram
- Irlanda - Joan Power
- Islanda - Elisabeth Ottosdóttir
- Israele - Daphna Chrisholm Noy
- Libano - Norma Davis
- Lussemburgo - Jeanny Hubert
- Nicaragua - Ileana del Carmen Rojas Arana
- Norvegia - Inger Sande
- Nuova Zelanda - Helen Iggo
- Paesi Bassi - Renske van der Berg
- Panama - Gloria Navarrete
- Perù - Gladys González
- Porto Rico - Zoe Foy Santiago
- Rep. Dominicana - Mildred Almonte Rouas
- Scozia - Dorothy Smallman
- Spagna - Lucia Pilar Herrera
- Stati Uniti - Linda Ann Taylor
- Sudafrica - Lorraine Mason
- Svezia - Birgitta Alverljung
- Tahiti - Lea Avaemai
- Turchia - Ayten Ornek
- Venezuela - Lisla Negrón